# Silverhill (Alabama)
Silverhill é uma cidade  localizada no estado americano de Alabama, no Condado de Baldwin.

## Demografia
Segundo o censo americano de 2000, a sua população era de 616 habitantes.
Em 2006, foi estimada uma população de 693, um aumento de 77 (12.5%).

## Geografia
De acordo com o United States Census Bureau, a localidade tem uma área de 3,1 km², sem área coberta por água. Silverhill localiza-se a aproximadamente 44 m acima do nível do mar.

## Localidades na vizinhança
O diagrama seguinte representa as localidades num raio de 16 km ao redor de Silverhill.